# Gerhard Kienle
Gerhard Kienle (* 22. November 1923 in Madrid; † 2. Juni 1983 in Herdecke) war ein deutscher anthroposophischer Arzt, Neurologe, Gesundheitspolitiker und Wissenschaftstheoretiker. Er war Hauptbegründer des Gemeinschaftskrankenhauses Herdecke und der Universität Witten/Herdecke.

## Leben
Der Sohn einer Diplomatenfamilie wuchs in Madrid auf. Die Familie kehrte 1926 nach Berlin zurück, lebte aber zeitweilig an verschiedenen Orten im Ausland. Gerhard Kienle kam 1940 nach Berlin, wo er 1941 ein Medizinstudium an der Militärärztlichen Akademie aufnahm. 1944 wurde er in Arnheim bei seiner Tätigkeit als Hilfsarzt verwundet. Von 1945 bis 1948 studierte er an der Universität Tübingen Medizin und promovierte dort. Er gründete dort eine anthroposophische Studentengruppe und ein anthroposophisches Studentenwerk und -wohnheim, das Fichte-Haus. 1953 wurde er Assistent an der Nervenklinik der Universität Tübingen. In den Jahren 1963 bis 1968 war er neurologischer Oberarzt unter Duus am Krankenhaus Nordwest in Frankfurt am Main. In dieser Zeit verfasste er eine freie Habilitation über den nicht-euklidischen Sehraum des Menschen, deren Fragestellung nach Bernardo J. Gut von Rudolf Steiners Empfehlung inspiriert wurde, die nicht-euklidische Geometrie auf biologische Probleme anzuwenden. 1968 war er an der Grundsteinlegung des Gemeinschaftskrankenhauses Herdecke beteiligt, das 1969 eingeweiht wurde. Ihm war die Krankenpflege als persönliche Hinwendung zum Menschen ein Anliegen, was zur Gründung einer Krankenpflegeschule am Gemeinschaftskrankenhaus Herdecke, dem heutigen Dörthe-Krause-Institut, führte.
Alle Arbeit im Krankenhaus dient der Hilfestellung für den kranken und leidenden Menschen. Die Gestaltung dieser Arbeit hängt davon ab, wie tief man in das Verständnis von Krankheit und Gesundheit einzudringen vermag. Wird Krankheit als eine Beeinträchtigung des erkrankten Menschen verstanden und die Heilungstendenz als das Ringen der Individualität um Selbstverwirklichung, so ergibt sich daraus der Leitsatz des medizinischen und pflegerischen Handelns: Unterstütze den kranken Menschen darin, seine individuellen Möglichkeiten zu verwirklichen und in der Auseinandersetzung mit seinem kranken Leib, seinem Schicksal und der Umwelt neue Verwirklichungsformen zu veranlagen. (Gerhard Kienle: Präambel des Gemeinschaftskrankenhauses Herdecke, 1975)
In den 1970er Jahren setzte er sich für die gesetzliche Verankerung und wirtschaftliche Erstattungsfähigkeit der homöopathischen, naturheilkundlichen und anthroposophischen Medizin im deutschen Gesundheitswesen ein. Er stellte den Absolutheitsanspruch der kontrollierten randomisierten Studie (RCT) als Wirksamkeitsnachweis in Frage und setzte einen Fokus auf die individuelle Erkenntnis des behandelnden Arztes. In seiner Rolle als wissenschaftlicher Gutachter des Arzneimittelausschusses des Bundestages war er maßgeblich verantwortlich für die „methodenpluralistische“ Fassung des Arzneimittelgesetzes von 1976 (Binnenkonsens).

1982 war er maßgeblicher Mitbegründer der Universität Witten/Herdecke, der ersten privaten Universität der Bundesrepublik Deutschland. Dieser ging die Gründung einer „Stiftung Freie Europäische Akademie der Wissenschaften (FEAW)“ im Sommer 1976 voran, die über 60 internationale Hochschullehrer mit anthroposophisch-anthropologischen Anliegen zusammenbrachte. Darunter waren sowohl anthroposophisch motivierte Hochschullehrer wie Herbert Hensel, Gunther Hildebrandt, Wolfgang Blankenburg und Bernard Lievegoed als auch internationale Wissenschaftler wie der Computerspezialist Joseph Weizenbaum oder der Physiologe Paul Weiss. Im Einladungsschreiben der FEAW formulierte Diether Lauenstein:
Sie [die FEAW] führt Gelehrte zusammen, welche die gemeinsame gedankliche Grundlage ihrer Wissenschaften suchen, dem bloßen Positivismus entgegenarbeiten und ihre Fachgebiete nicht nur nachträglich interdisziplinär verbinden.
Zwar sehen die Einladenden die Anthroposophie Rudolf Steiners als eine fruchtbare Weltdeutung an, möchten sich in der Akademie aber mit allen solchen Gelehrten verbinden, welche die Wahrheitsfrage in ihrer Wissenschaft philosophisch stellen.
Die FEAW veranstaltete von 1976 bis Ende 1996 elf Tagungen und Symposien.
In seinen Büchern kritisierte Gerhard Kienle etwa den vorherrschenden Glauben in die Übertragbarkeit von Ergebnissen aus Tierversuchen mit Medikamenten auf den Menschen, indem er prinzipielle Unterschiede zwischen Mensch und Tier aufzeigte und unzulässige Argumentationen zugunsten von Tierversuchen aufzudecken suchte, wiewohl er nicht prinzipiell gegen diese Versuche war.
Sein letztes, unvollendetes Werk ist eine „ungeschriebene Philosophie Jesu“. Gerhard Kienle verstarb am 2. Juni 1983 auf der Intensivstation des von ihm gegründeten Krankenhauses in Herdecke.

## Werke
- Die Chorea Huntington-Fälle von 1900 bis Februar 1947 aus der Universitätsklinik für Nerven- und Gemütskrankheiten der Eberhard-Karl-Universität Tübingen. Diss. 1948
- Notfalltherapie neurologischer und psychiatrischer Erkrankungen. Thieme, Stuttgart 1964; 3. erw. A. 1978
- Gerhard Kienle: Die optischen Wahrnehmungsstörungen und die nichteuklidische Struktur des Sehraumes. Thieme, 1968 (google.de).
- Arzneimittelsicherheit und Gesellschaft. Eine kritische Untersuchung. Schattauer, Stuttgart/New York 1974
- Die Zulassung von Arzneimitteln und der Widerruf von Zulassungen nach dem Arzneimittelgesetz von 1976 (mit Rainer Burkhardt). Urachhaus, Stuttgart 1982
- Der Wirksamkeitsnachweis für Arzneimittel. Analyse einer Illusion (mit Rainer Burkhardt). Urachhaus, Stuttgart 1983
- Die ungeschriebene Philosophie Jesu. Urachhaus, Stuttgart 1983
- Christentum und Medizin. Vier Vorträge. Urachhaus, Stuttgart 1986
- Wissenschaft und Anthroposophie. Impulse für neue Wege der Forschung (Mitverfasser). Urachhaus, Stuttgart 1989

## Ehrungen
- In Herdecke gibt es einen Gerhard-Kienle-Weg.
- An der Universität Witten/Herdecke gibt es einen Gerhard Kienle-Lehrstuhl für Medizintheorie, Integrative und Anthroposophische Medizin.[11]